# 九州幸銀信用組合

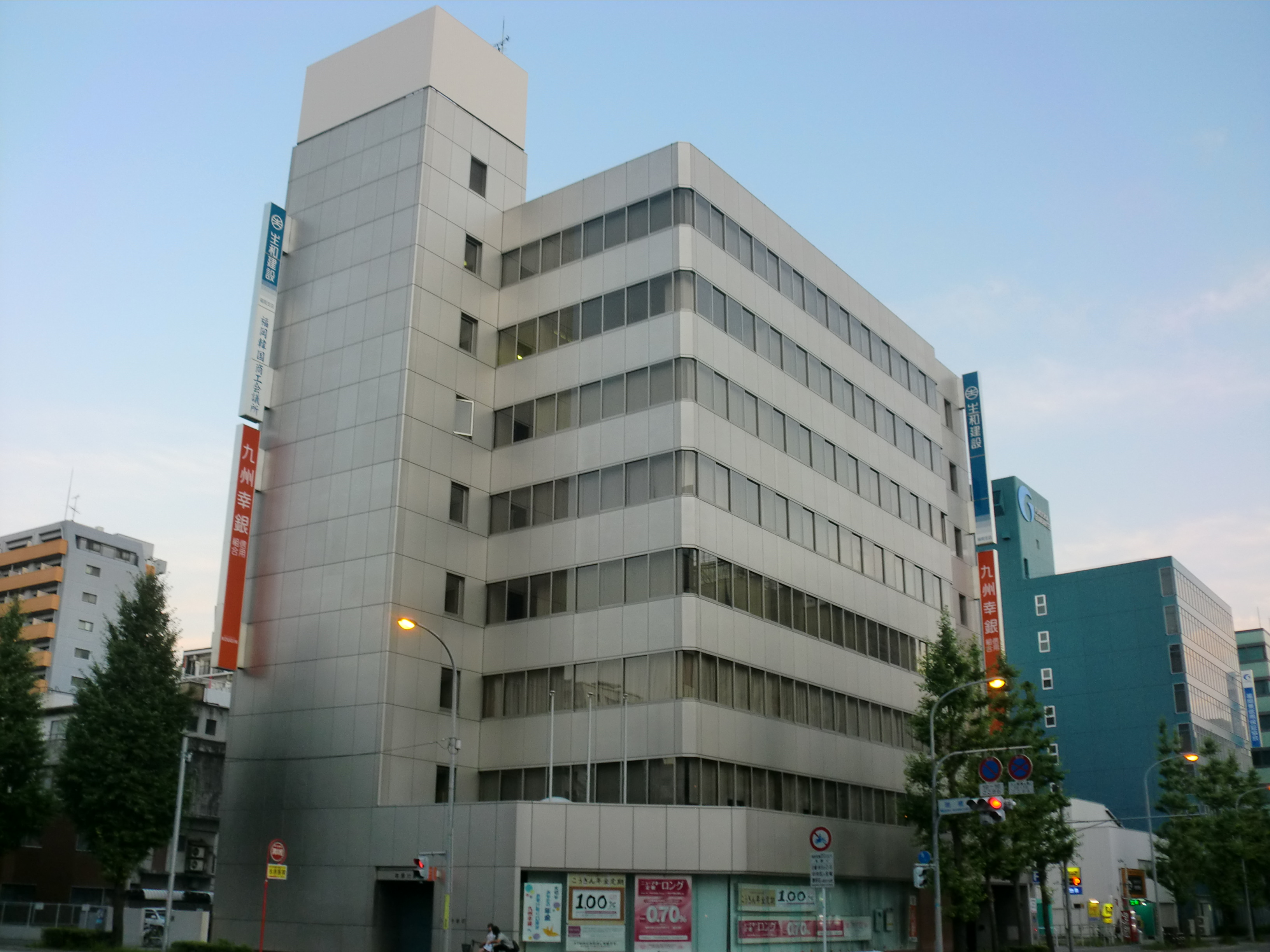
福岡市博多区にある本店

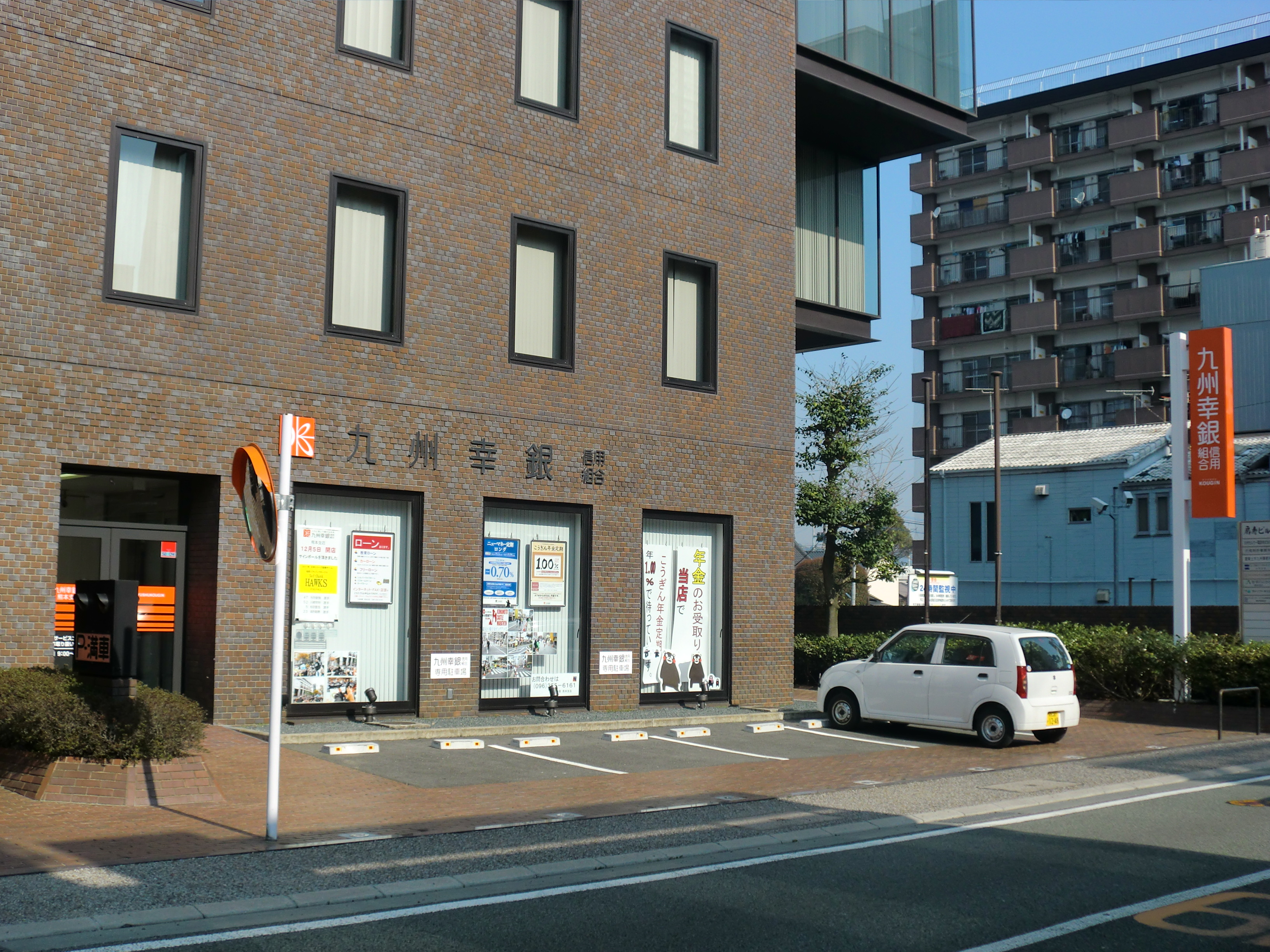
熊本市にある熊本支店

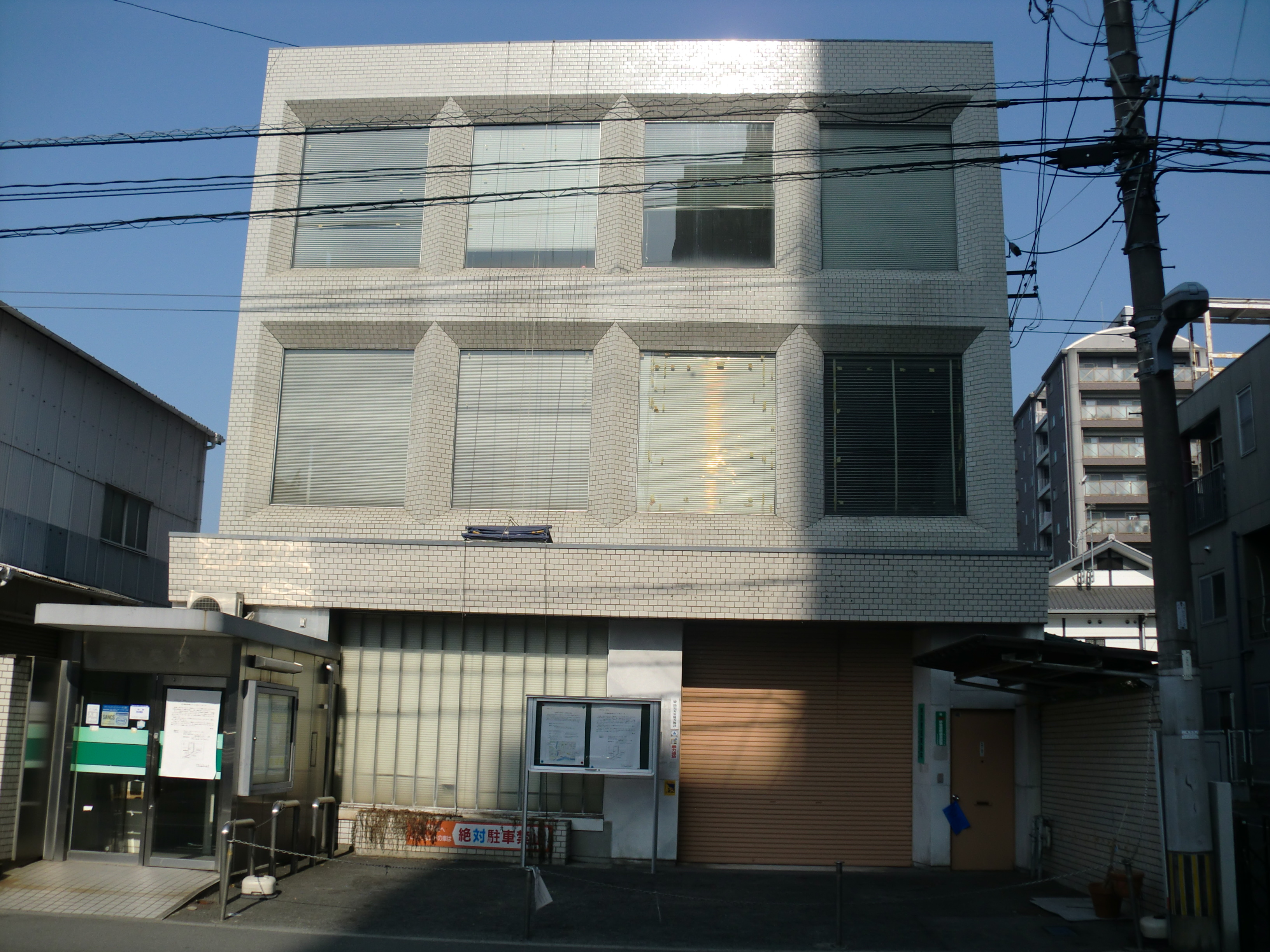
熊本市にある熊本支店（移転前）

九州幸銀信用組合（きゅうしゅうこうぎんしんようくみあい）は、福岡県福岡市博多区に本店を置いていた在日韓国人系の信用組合である商銀信用組合。会長はユーコーラッキーグループの会長でもある金海龍海こと金龍海。2017年3月13日、横浜中央信用組合と合併し、横浜幸銀信用組合となった。

## 沿革
- 1956年8月 - 熊本商銀信用組合として設立。
- 2002年5月 - 信用組合福岡商銀の事業を譲り受け、九州幸銀信用組合に改称。
- 2002年7月 - 大分商銀信用組合の事業を譲り受ける。
- 2005年12月 - 佐賀商銀信用組合と合併。
- 2008年10月 - 本部・本店を福岡市博多区にある「福岡営業部」の所在地に移転・昇格、旧本店を熊本支店に改称。
- 2017年3月 横浜中央信用組合と合併（存続金庫は横浜中央信用組合）。名称を横浜幸銀信用組合に改称して日本の153の信用組合のうち12位の規模になる。関東地方や九州地方など16県を営業地域とすることになった[6]。